# Biserica de lemn din Igoiu-Leurda

Biserica de lemn din cimitirul vechi din Igoiu, între cătunele Chicirea şi Leurda, folosită ca şi capelă de cimitir. În prim plan cruci vechi de piatră de Igoiu, foto: 2009

O mică inscripţie de lângă intrarea în biserică, cu anul erei bizantine 7327. Foto: 2009

Biserica de lemn din Chicirea-Leurda se află izolată și părăsită într-un cimitir vechi dintre cătunele Chicirea și Leurda în localitatea Igoiu, județul Vâlcea. Biserica a fost adusă și refăcută pe locul ei de azi în anii 1817-1818. Se distinge prin structura butei, bine păstrată, și luminatorul din altar, care indică o vechime mult mai mare. În Igoiu a existat un puternic centru de pietrari, ale căror cruci sunt împrăștiate prin cimitirele și răspântiile satelor din zona Vâlcii. În Chicirea-Leurda, mai mult decât în Igoiu, se păstrează încă o valoroasă colecție de cruci. Biserica lipsește de pe noua listă a monumentelor istorice și de pe orice hartă turistică, cu toată valoarea ei istorică și a cadrului peisagistic deosebit.

## Istoric
Anul ridicării bisericii pe locul actual a fost însemnat în dreapta intrării după socoteala erei bizantine: „Leat 7327”, adică anii 1817-1818 ai erei noastre. Această datare este reluată și pe crucea bisericii, într-o pisanie mai lungă, scrisă în slova veacului 19, într-o grafie chirilică caracteristică pietrarilor. Pisania se poate citi aproape în întregime astfel: „Această cruce sau rădic[a]t de robi lui Dmnzu titori sfintei biserici aceștia ce să prăznuește hramu sfântului mucenicu Dimitr[i]e i și al cuviosăi Paraschev[e], Pomeni G[ospo]di Dumitru Diaconu, Stanca Dec[a]onia[sa], Radu Diac[o]nu, Para[schiva] De[a]conia[sa], Costandina, Costandin, Răduț, Florin fecior lui Lăpădat Vălianu, Ighianu, Ionu. 7327 Dumitru Dia[conu], Io[a]na de[aconița] Costandin, Floria i[e]r[ei]ț[a], Nicolaie, Ionu ereu, Dumitru, Dia[conu], Stanca De[a]co[nița], Gheorghe Rada, Stana, Dum[i]tru meșteru, Iona, Costandin Iona. Ce au făcut sfănta biserică cu totă cheltuiala lor să le fie pomenire în viac Pomeni G[ospo]di, Lăpădat, Mărica, Ionu, za precestanie, Costandina, Lăpădatu, Păunu, Anghelu, Măriia, Iona, Constandinu, Magdalina, mo[nahia], Dumitru, Ilina, Pătru, A[s]prița, Dumitru, Ilinc[a], Pătru, Opria, Ilinca, Ionu.”.
Datarea de la intrarea în biserică și de pe crucea bisericii surprind, desigur, o rectitorire a bisericii deoarece biserica păstrează semne de mutare și o fereastră luminator ce este caracteristică bisericilor de lemn din veacul al 17-lea și de la începutul veacului următor. O inscripție pe peretele de sud al naosului, din anul erei bizantine „7293” și al erei noastre „1785”, întărește certitudinea că lăcașul are o vechime mai mare decât cea înscrisă la intrare.

## Imagini

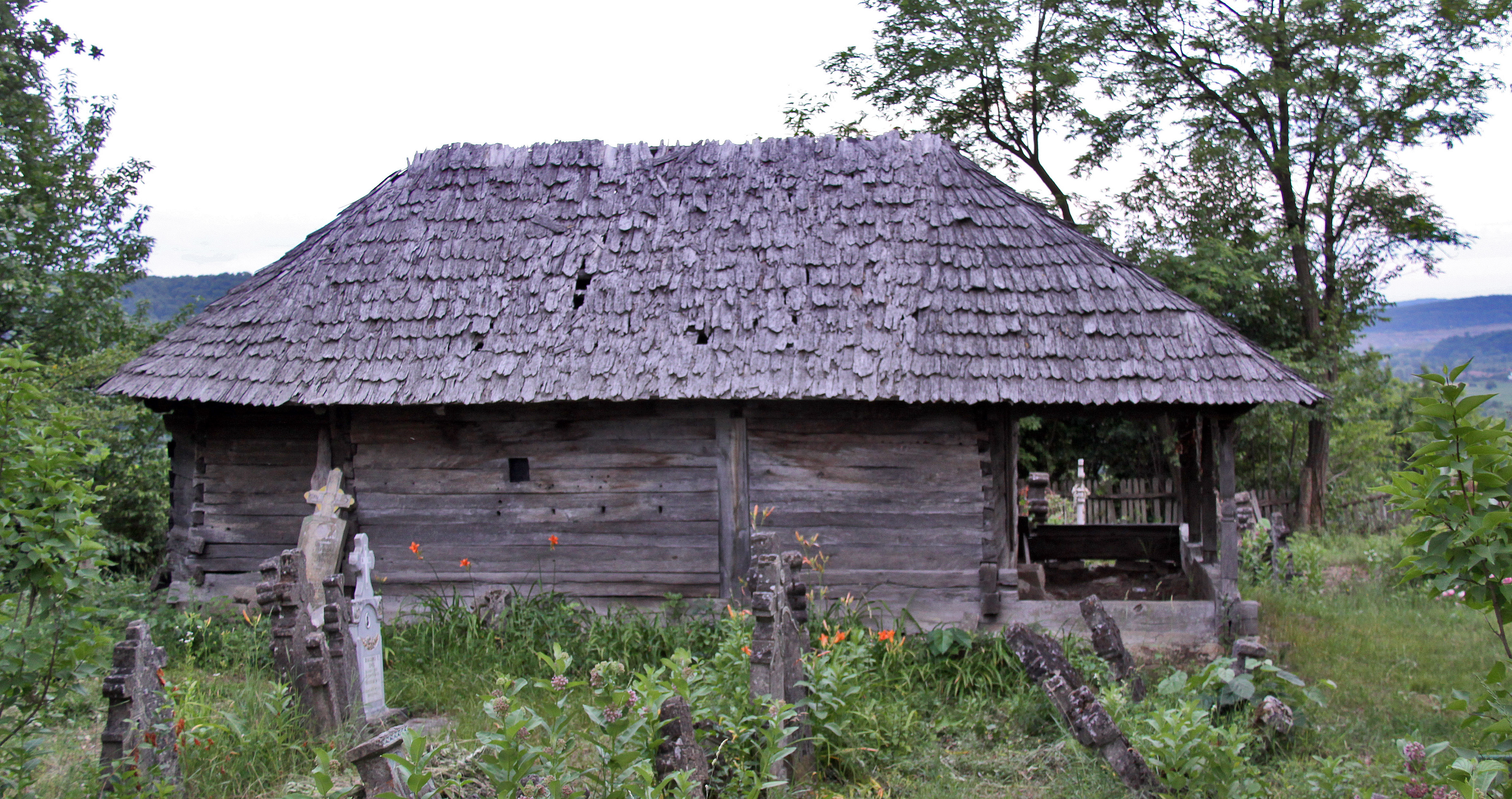
nord
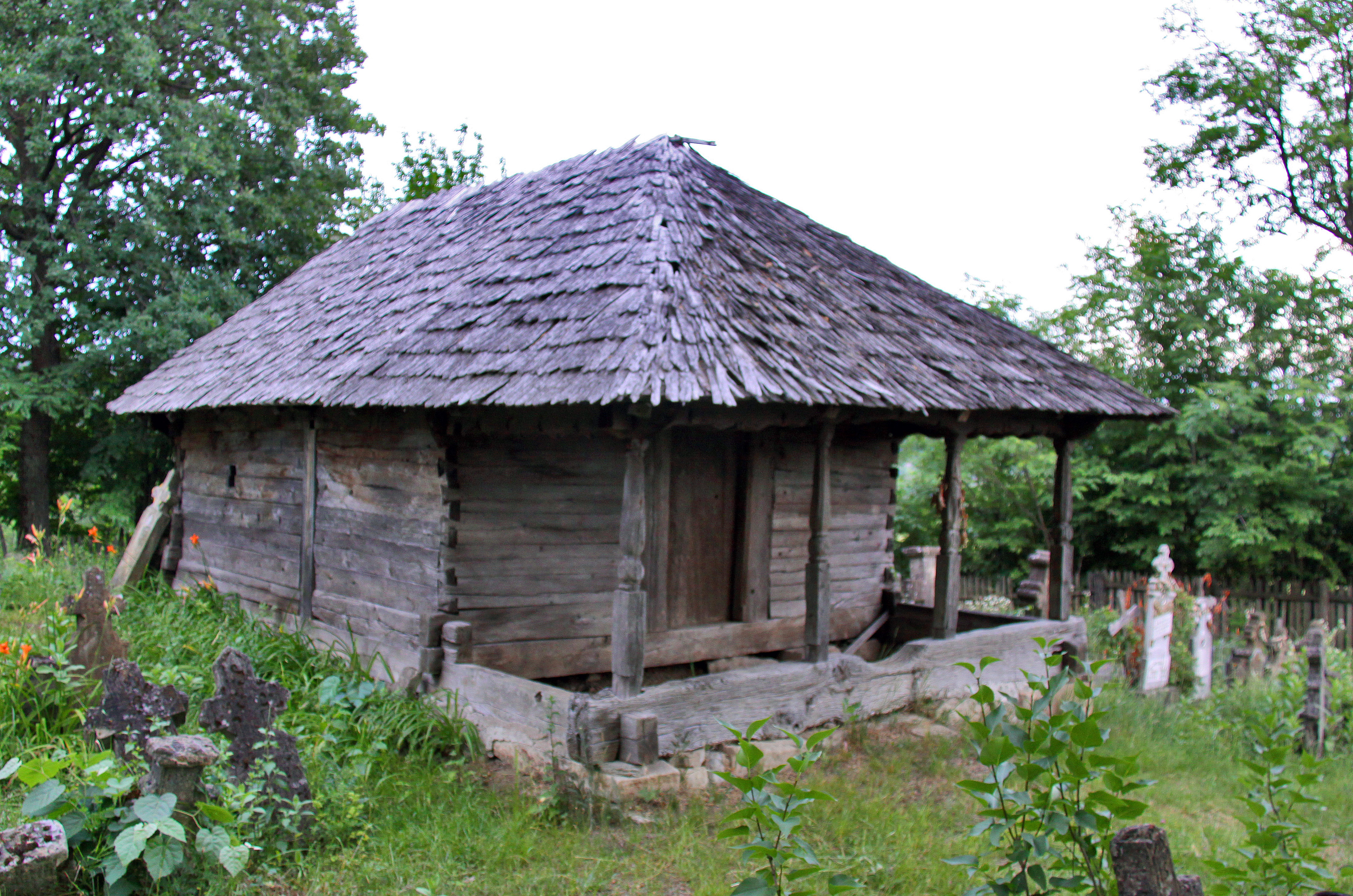
nord-vest
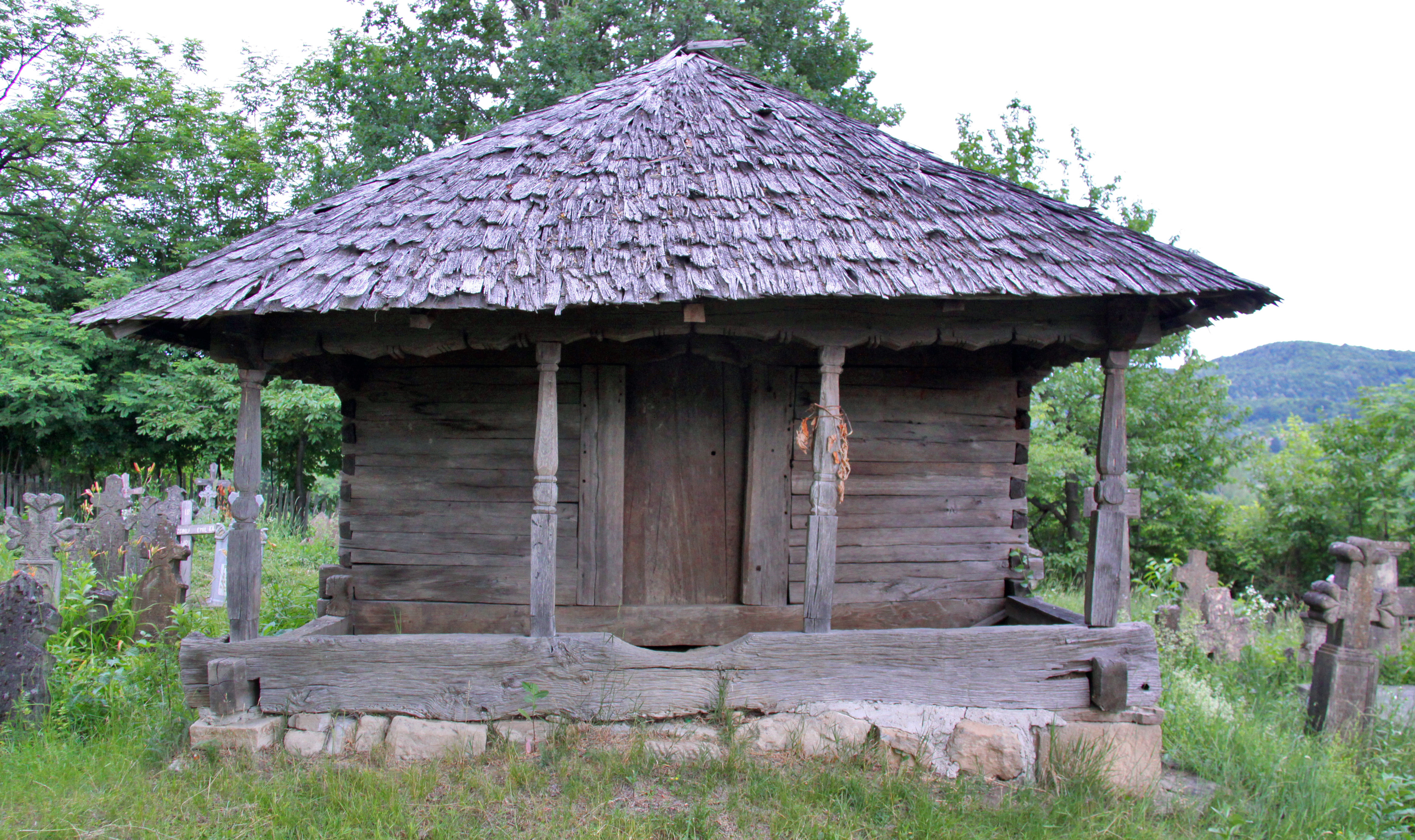
apus
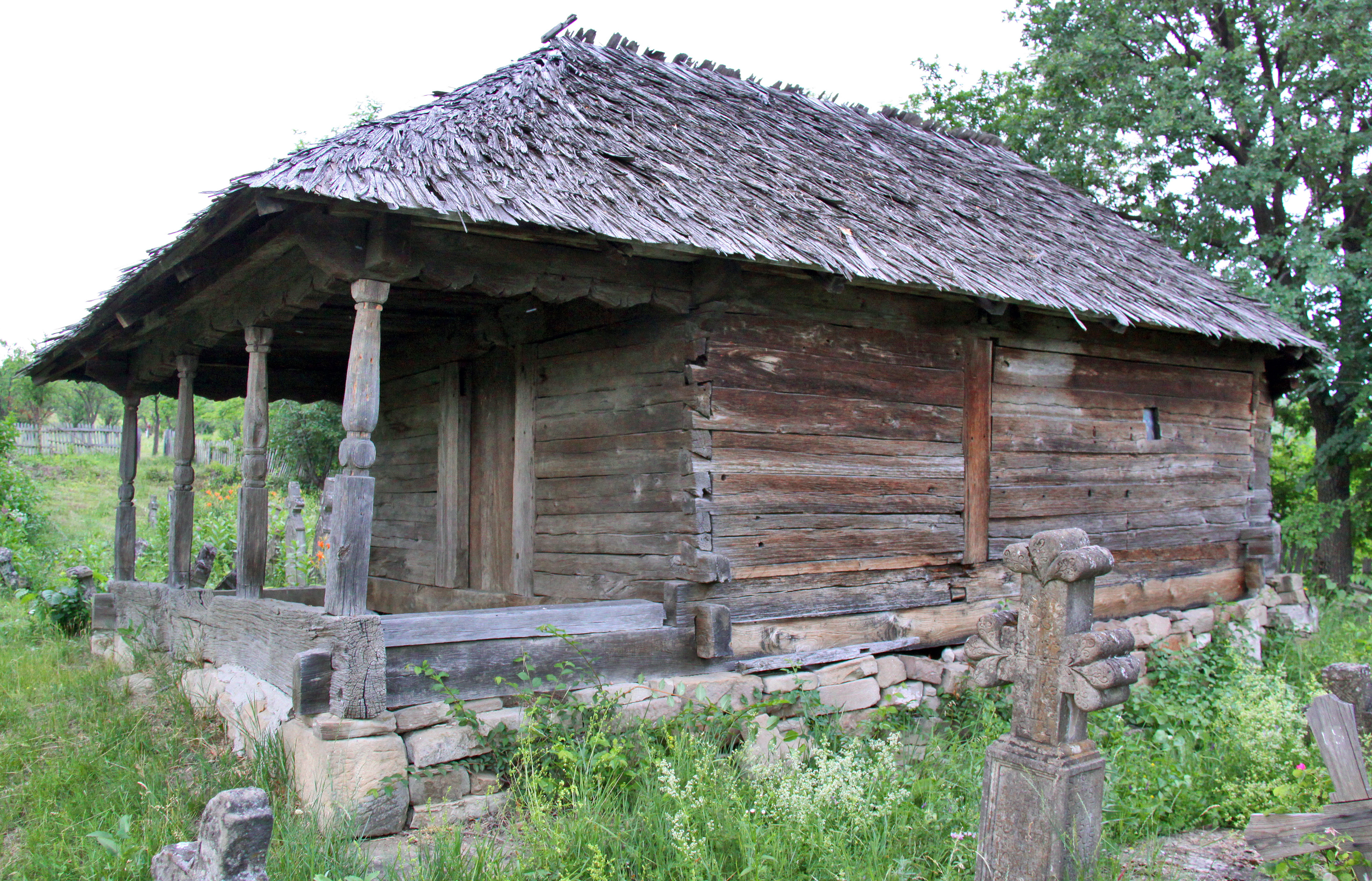
sud-vest
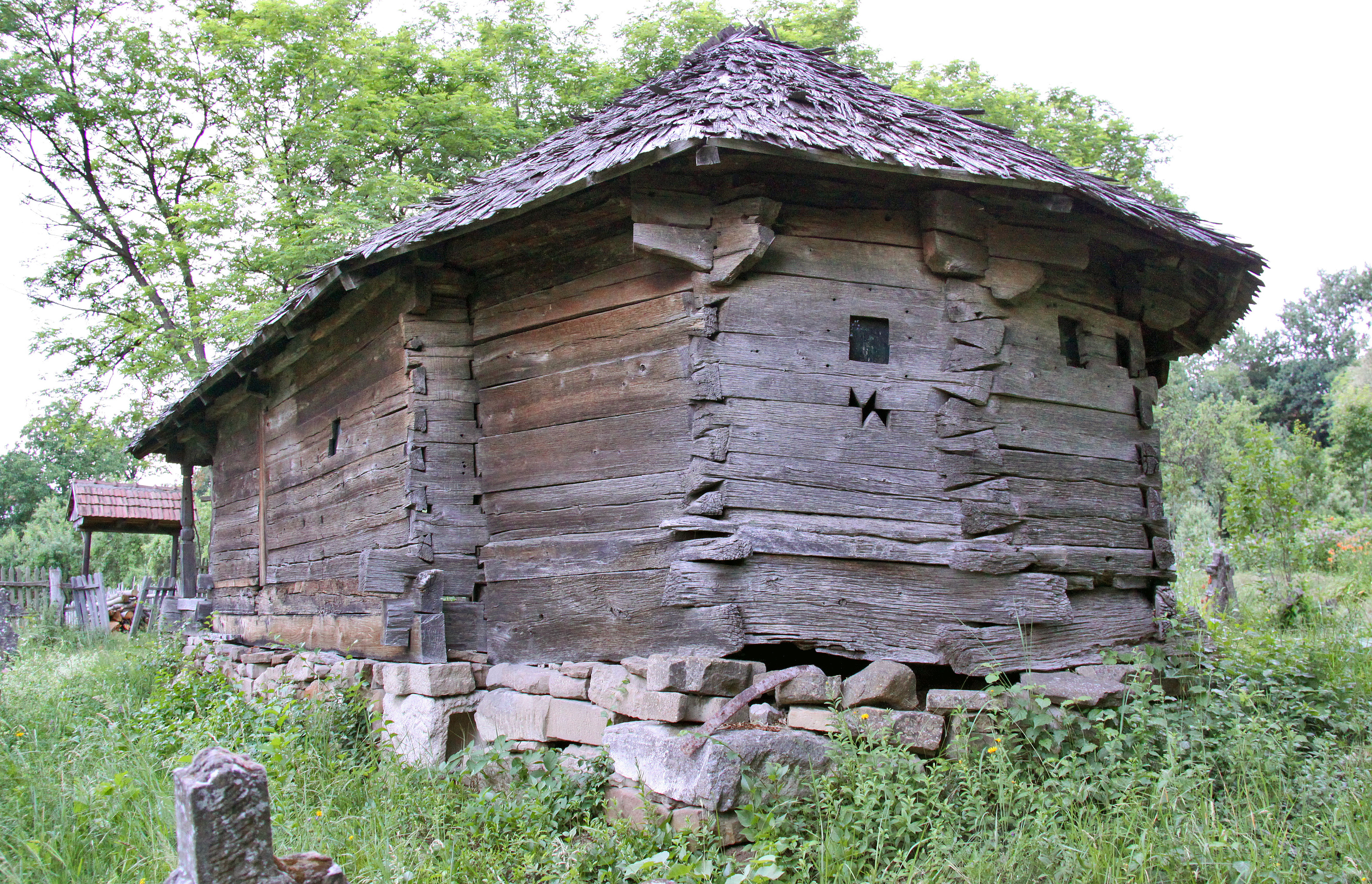
sud est
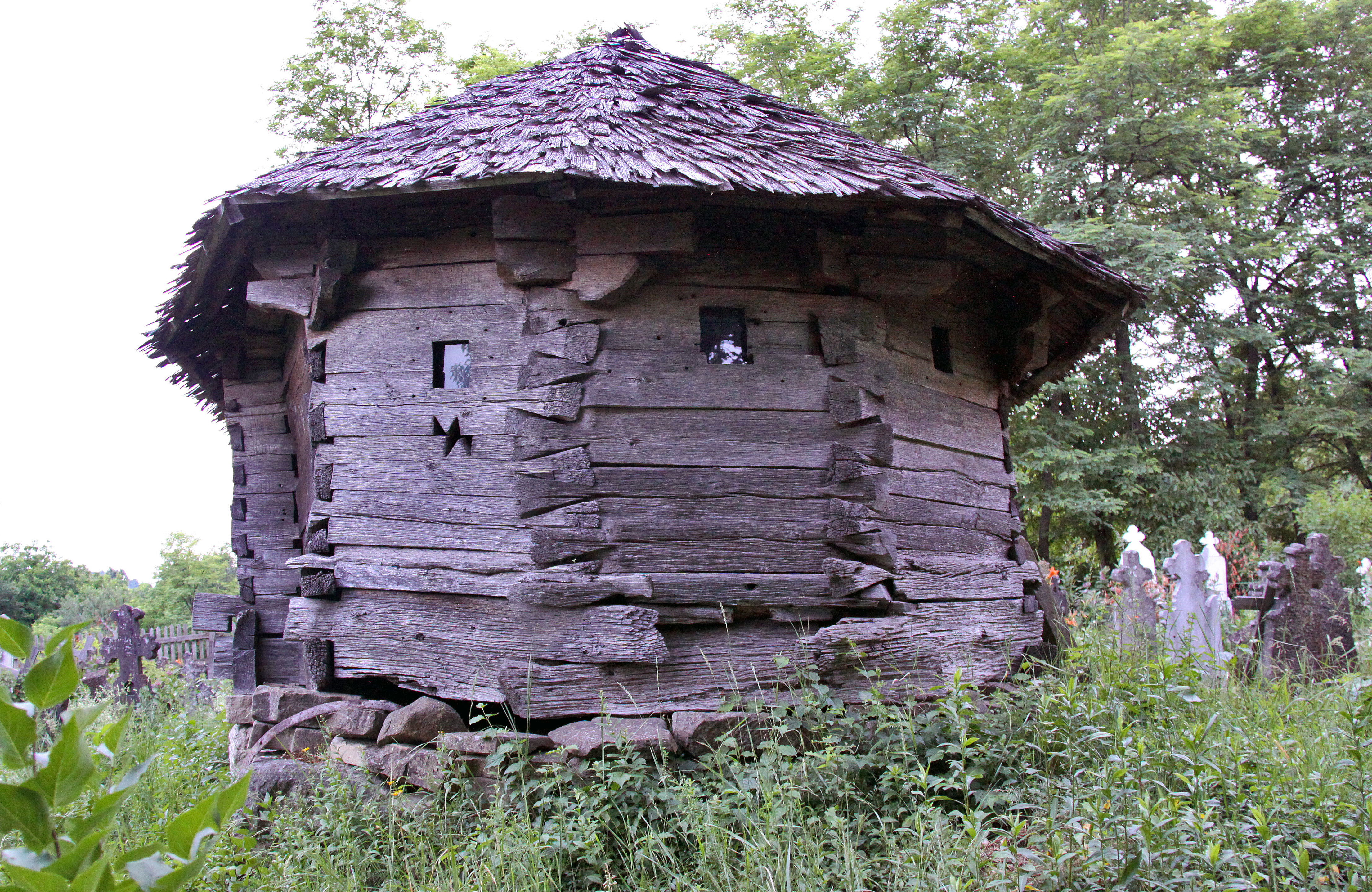
dosul altarului
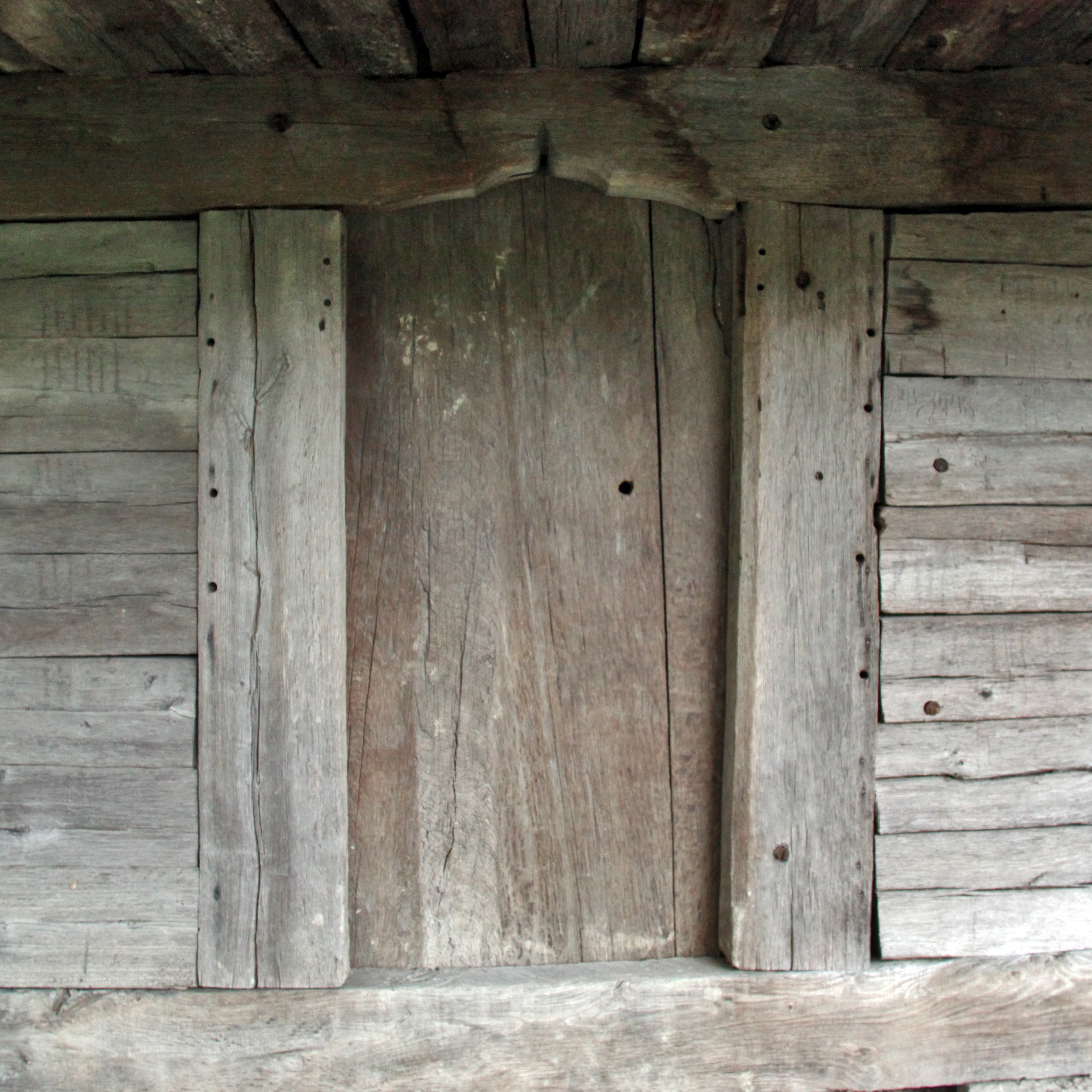
intrare
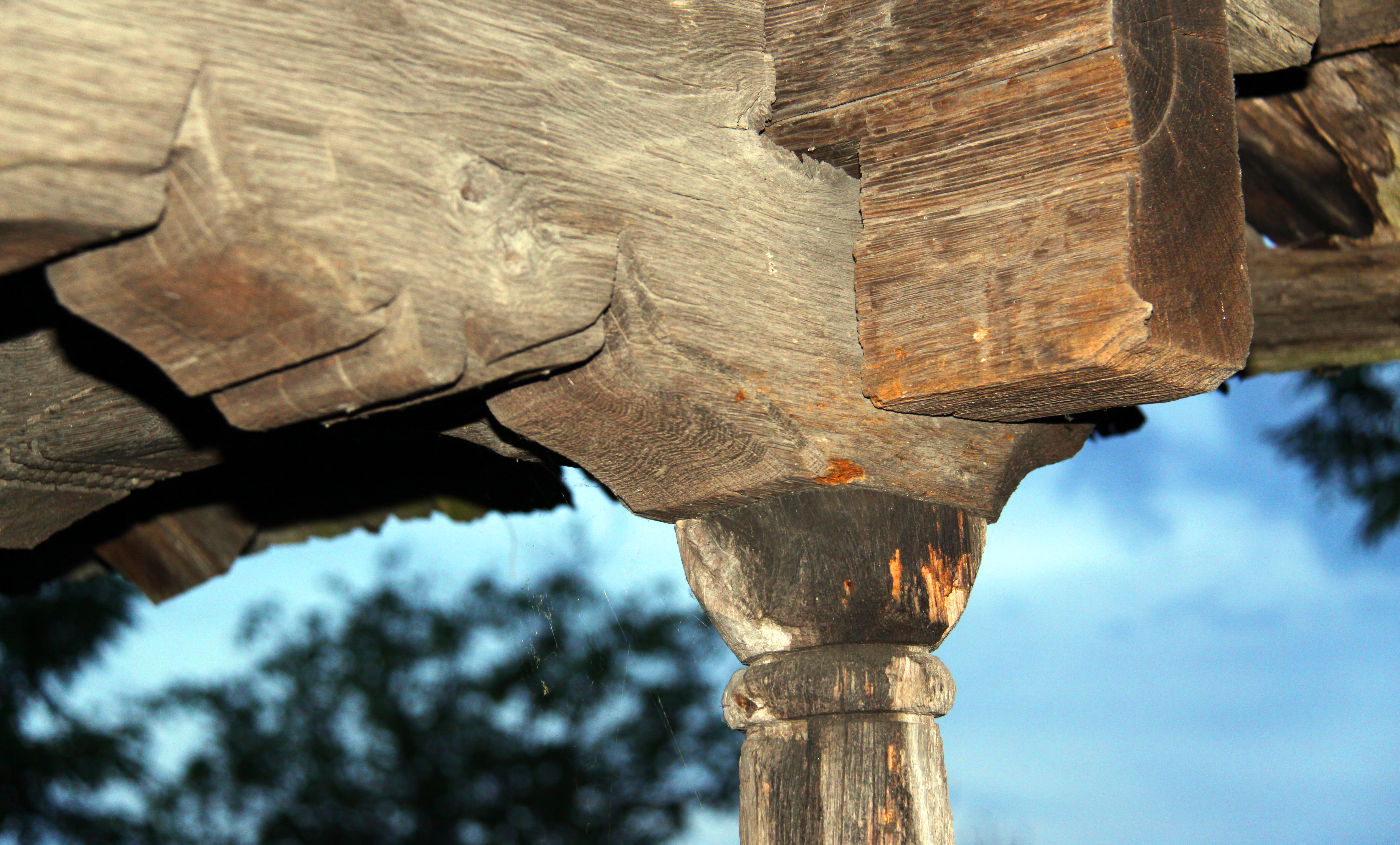
detaliu pridvor
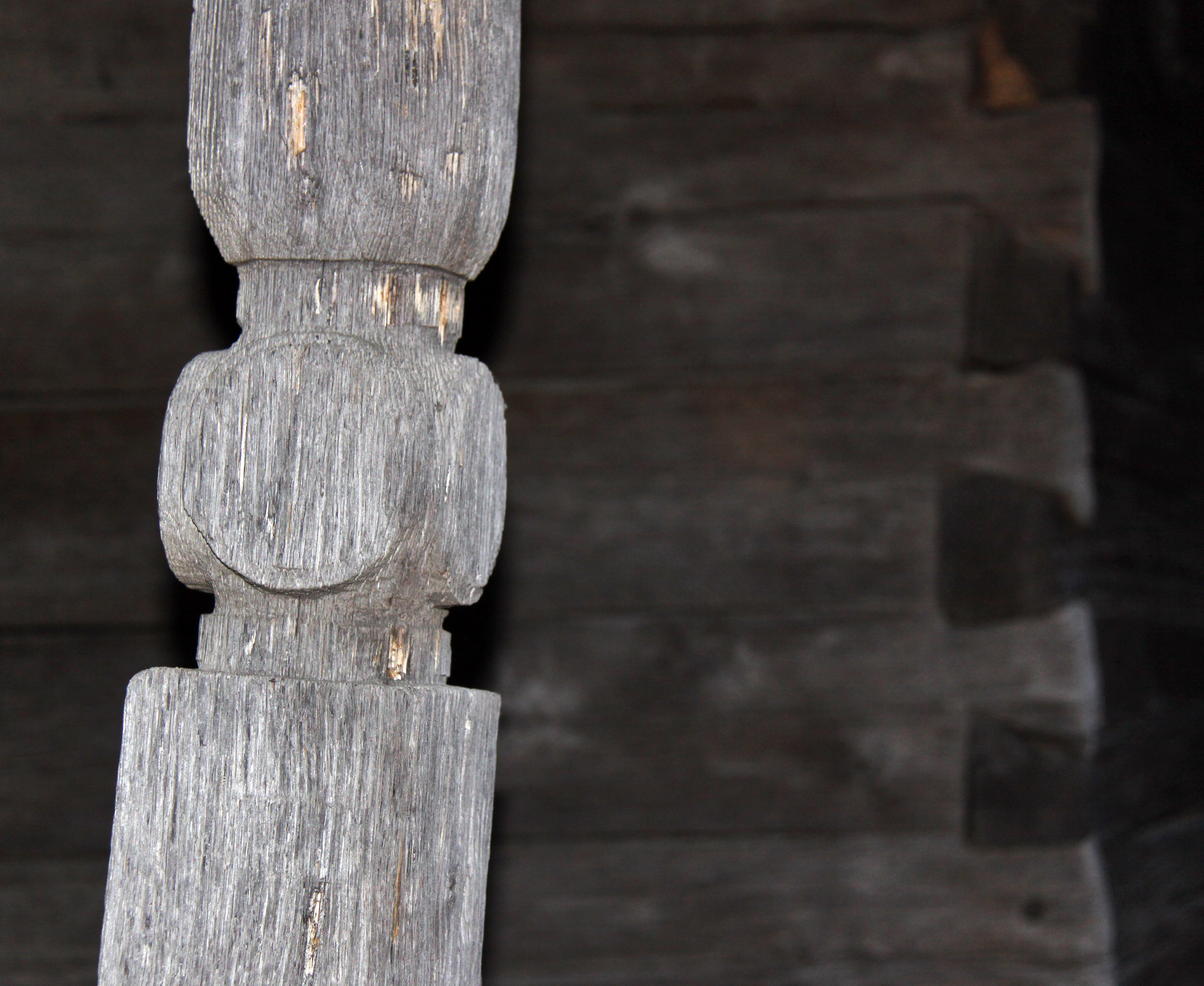
detaliu stâlp
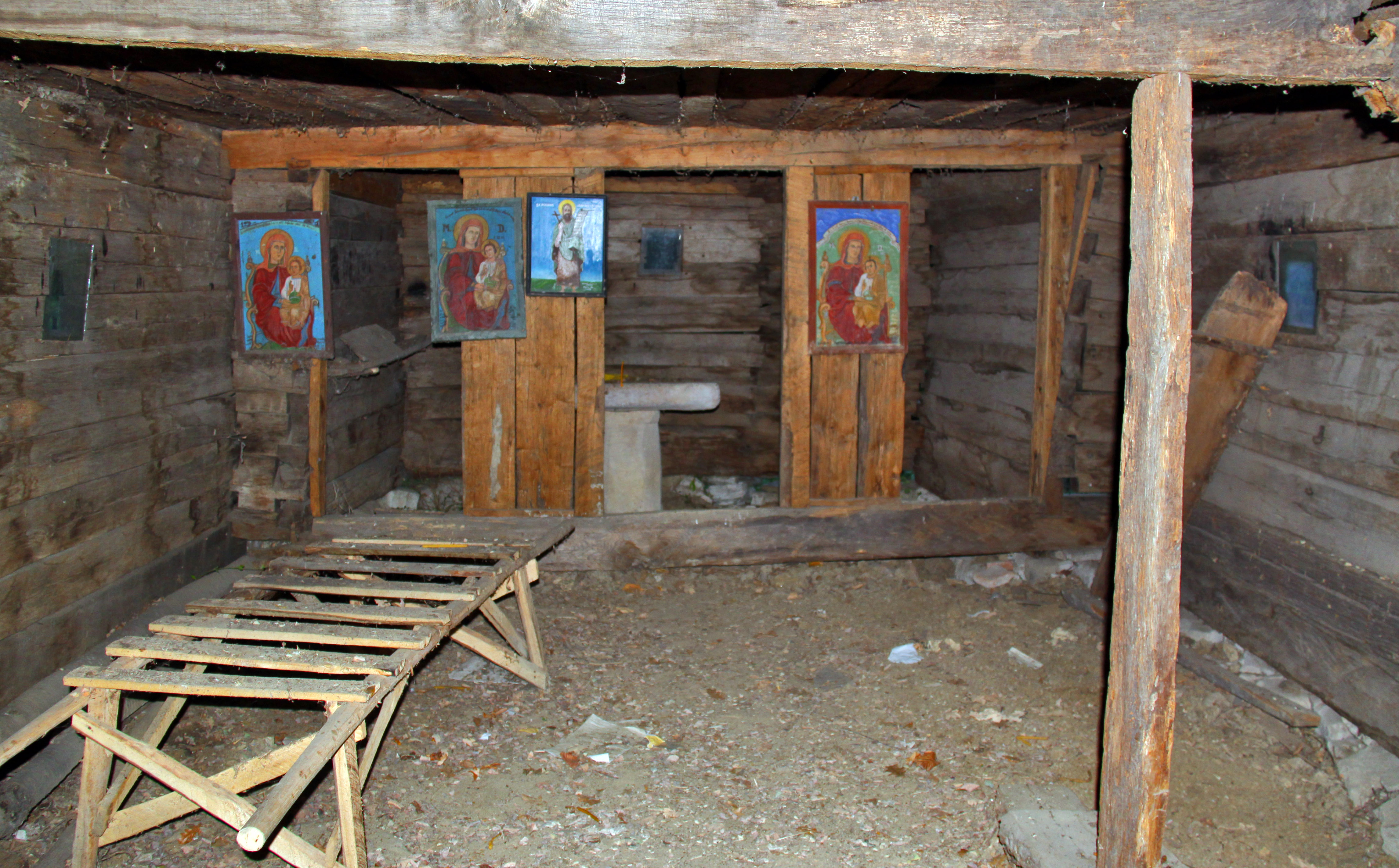
interior spre răsărit
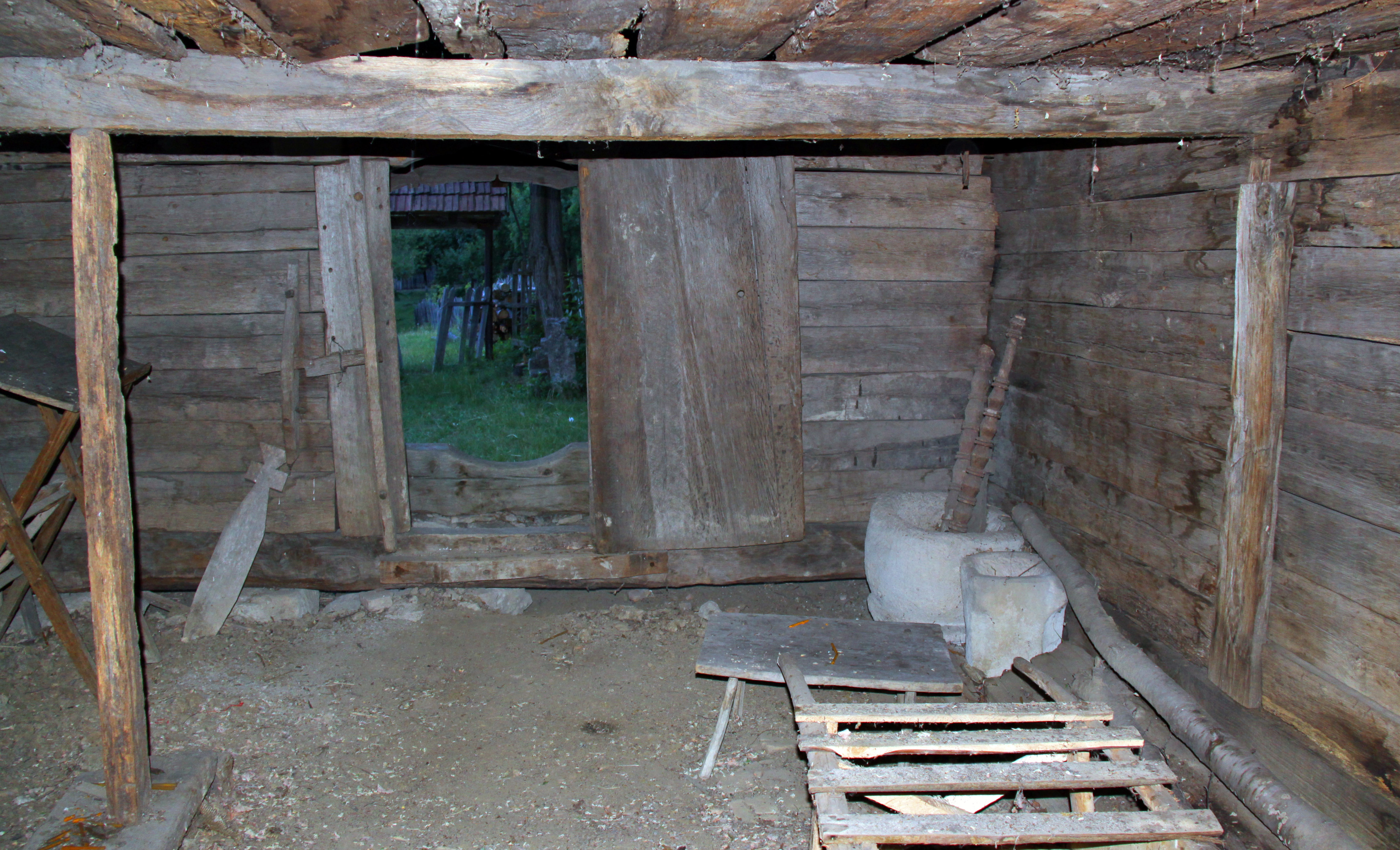
interior apus
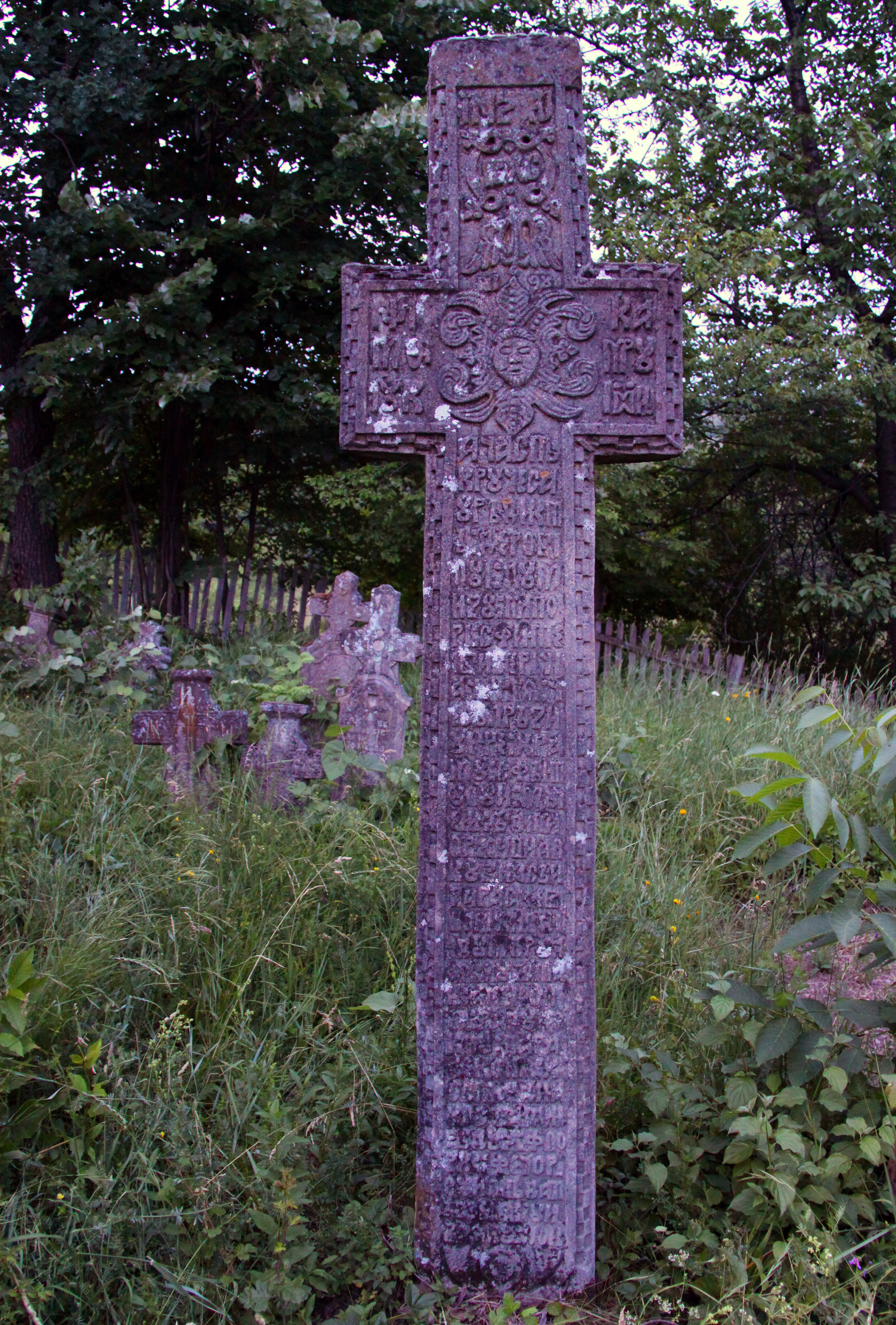
crucea bisericii
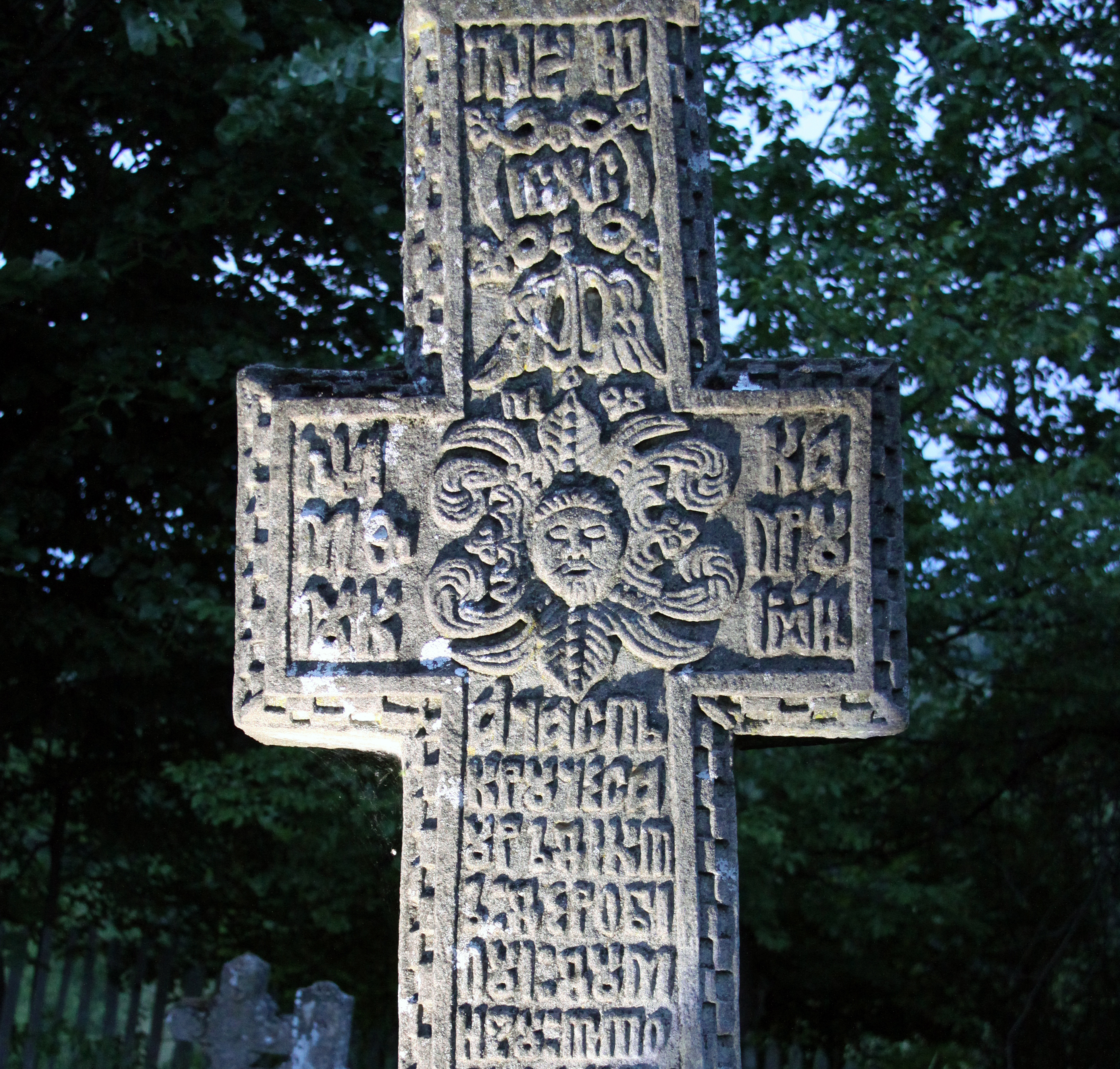
detaliu cruce
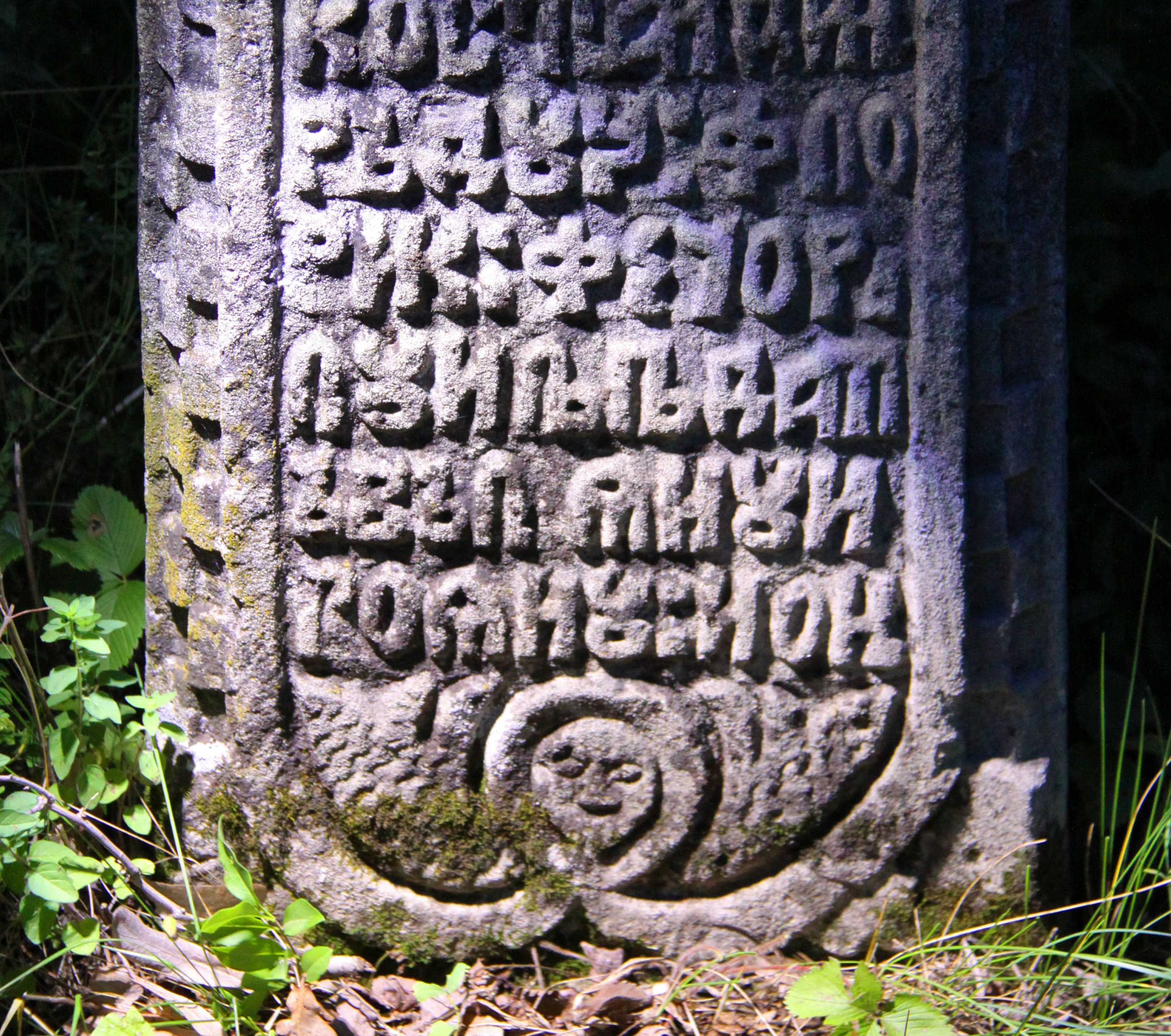
baza crucii
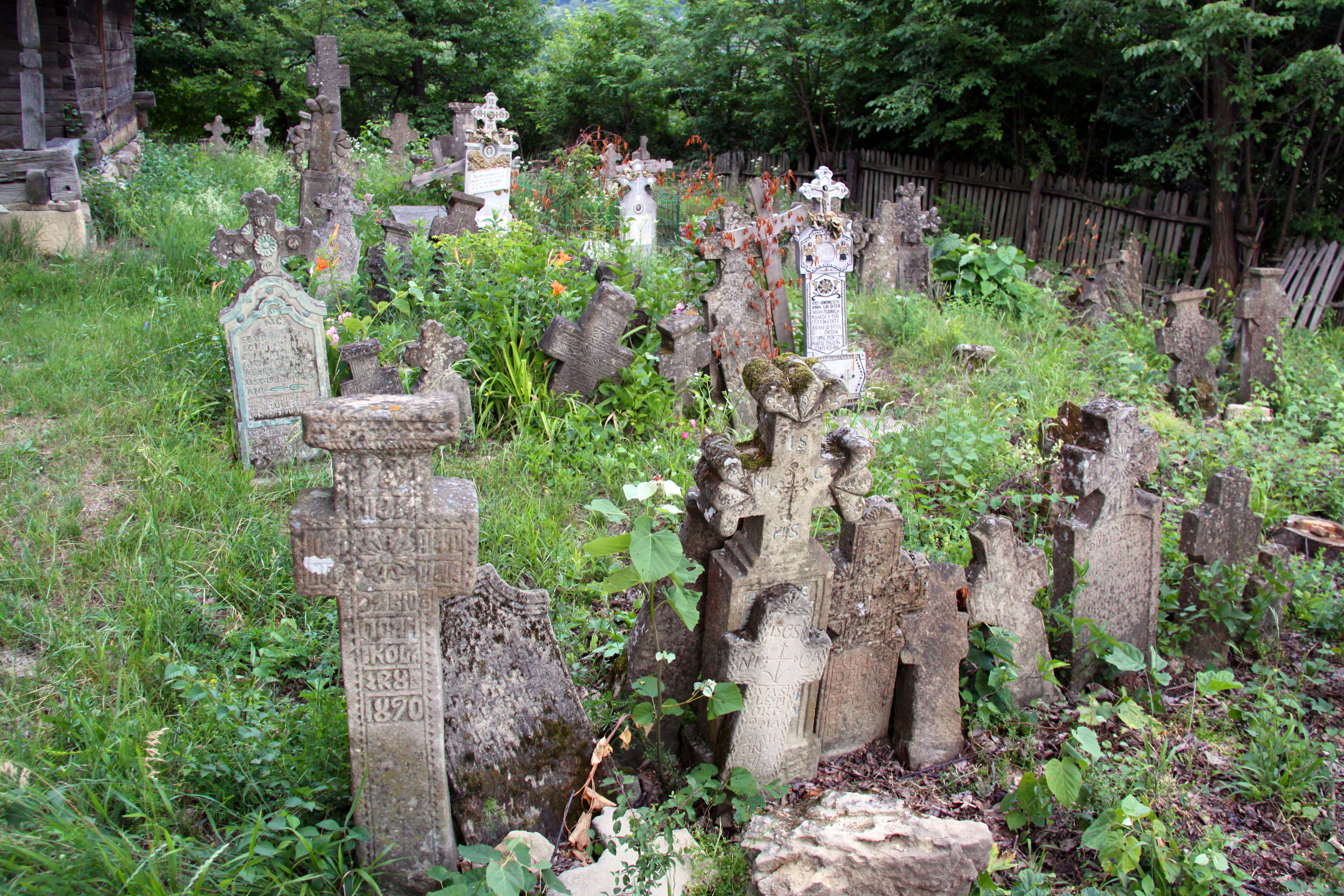
cruci de Igoiu